# Пол Џејмс
Пол Џејмс (енгл. Paul James; 13. мај 1982) професионални је рагбиста и репрезентативац Велса, који тренутно игра за један од најстаријих рагби клубова на свету Бат (рагби јунион).

## Биографија
Висок 185 цм, тежак 115 кг, Џејмс је пре Бата играо за Ебв Вејл, Нет РФК и Оспрејс. За "змајеве" је до сада одиграо 64 тест мечева.